# (4812) Hakuhou
(4812) Hakuhou es un asteroide perteneciente al cinturón de asteroides, descubierto el 18 de febrero de 1977 por Hiroki Kosai y su compañero astrónomo Kiichirō Furukawa desde el Observatorio Kiso, Monte Ontake, Japón.

## Designación y nombre
Designado provisionalmente como 1977 DL3. Fue nombrado Hakuhou en homenaje al Periodo Hakuhō, durante los siglos VII y VIII, cuando la influencia del budismo en Japón fue muy alta.

## Características orbitales
Hakuhou está situado a una distancia media del Sol de 2,367 ua, pudiendo alejarse hasta 2,858 ua y acercarse hasta 1,877 ua. Su excentricidad es 0,207 y la inclinación orbital 4,674 grados. Emplea 1330 días en completar una órbita alrededor del Sol.

## Características físicas
La magnitud absoluta de Hakuhou es 14,5. Tiene 6,795 km de diámetro y su albedo se estima en 0,068.